# Kryłowo
Kryłowo (ros. Крылово, niem. Nordenburg, pol. Nordenbork, lit. Ašvėnai) – osiedle w Rosji, w obwodzie królewieckim, w rejonie prawdinskim.
Miejscowość położona jest tuż przy granicy państwowej. Z drugiej strony granicy znajduje się jezioro Oświn. Wody z tego jeziora odprowadza do Łyny płynąca przez Kryłowo rzeka Putiłowka.

## Historia
Krzyżacki zamek w Nordenborku wybudowany był w 1303. Osada wraz z zamkiem zniszczona została zniszczona przez wojska Kiejstuta w 1366. Miejscowość prawa miejskie uzyskała w roku 1407. Na początku XV wieku utworzono klasztor dominikański, który administracyjnie stanowił część polskiej prowincji zakonu. W 1428 został przeniesiony do Gierdaw.
Nordenbork znajdował się na terenie okręgu podlegającego prokuratorom gierdawskim. Po wyborze Ludwiga von Erlichshausena na wielkiego mistrza w czasie objazdu hołdowniczego (1450) poddanych z Nordenborka przyjmował w Gierdawie. Od 1466 był częścią Królestwa Polskiego jako lenno w rękach krzyżackich. W roku 1469 cały okręg wraz z Nordenborkiem przeszedł w posiadanie rodziny von Schlieben w zamian za długi zakonu krzyżackiego. Część tej rodziny uległa polonizacji. Najbardziej znanych jest dwóch przedstawicieli tej rodziny, którzy byli wojewodami inflanckimi, Jan Teodor Schlieben i jego syn Jan. Ten ostatni dzięki żonie był właścicielem Płowc i Dobrego na Kujawach.
Przed reformacją parafia w Nodenborku należała do archiprezbiteratu sępopolskiego. Książę Albrecht 10 marca 1528 wyłączył z jurysdykcji biskupa warmińskiego Maurycego Nordenbork, podporządkowując go biskupowi Pawłowi Separatusowi z diecezji pomezańskiej.
W roku 1657 Nordenbork został zniszczony przez Tatarów w ramach polskich represji nad elektorem za pomoc udzieloną Szwedom.
W XVIII w. nabożeństwa w miejscowym kościele luterańskim odprawiane były w językach niemieckim, polskim i litewskim. Pod koniec XVIII w. misje katolickie prowadzili tu księża z parafii w Świętej Lipce.
W roku 1880 mieszkańcy utrzymywali się z rolnictwa.
Miasto zdobyte przez wojska radzieckie 25 stycznia 1945 roku. Z powodu grabieży i podpaleń zniszczona została starówka oraz kościół z 1710 roku, w ramach reparacji wojennych rozebrano linię kolejową Gierdawy-Węgorzewo i kolejkę wąskotorową.
W 1945 roku do Nordenborka przybyli pierwsi osadnicy, a miasto zostało protokolarnie przekazane pod kontrolę polskiej administracji, w trzeciej dekadzie sierpnia powstał rejonowy inspektorat osadnictwa podlegający Państwowemu Urzędowi Repatriacyjnemu. We wrześniu 1945 roku radzieckie władze wojskowe dokonały przesunięcia linii granicznej od 12 do 14 kilometrów w głąb terytorium RP, a protest polskich władz miasta z dnia 11 września 1945 nie przyniósł skutku. Następnie miasto zostało włączone do obwodu królewieckiego w ZSRR.
Pod koniec XX w. największym zakładem pracy w Kryłowie był sowchoz współpracujący z PPGR Srokowo.

## Demografia
Liczba mieszkańców: w roku 1875 – 2547 osób, w 1880 – 2515, w 1890 – 2251 (w tym 14 katolików i 69 Żydów), w 1910 – 2149, w 1939 – 3173, w 2000 – ok. 500 osób.